# إدريس بن زكري (حارس مرمى)
إدريس بن زكري حارس مرمى منتخب المغرب لكرة القدم السابق وحارس نادي النهضة السطاتية ولد في 31 ديسمبر 1970 ببويزكارن. كان هو الحارس الرسمي لمنتخب المغرب في كأس العالم 1998 بفرنسا ولعب دورا كبيرا في تألق منتخب المغرب في الحفل الكروي العالمي.

## روابط خارجية
- إدريس بن زكري على موقع الاتحاد الدولي (مؤرشف)  (الإنجليزية)
- إدريس بن زكري على موقع قاعدة بيانات كرة القدم.إي يو (الإنجليزية)
- إدريس بن زكري على موقع ناشيونال فوتبول تيمز (الإنجليزية)
- إدريس بن زكري على موقع Soccerway.com (الإنجليزية)